# Albizia euryphylla
Albizia euryphylla är en ärtväxtart som beskrevs av Hermann August Theodor Harms. Albizia euryphylla ingår i släktet Albizia och familjen ärtväxter. Inga underarter finns listade i Catalogue of Life.